# Tuckerella
Tuckerella, (acarienii păun), este un gen de acarieni. Genul include acarieni tropicali, dăunători ai culturilor citrice. Sunt numiți acarieni păun datorită formațiunilor ce îmbodobesc parte dorsală a corpului. Posterior, au 5 – 7 perechi de perișori alungiți, probabil, sunt folosiți pentru a se apăra împotriva inamicilor sau ca receptori tactili.

## Specii
- Tuckerella anommata Smith-Meyer & Ueckermann, 1997 (Africa de Sud)
- Tuckerella channabasavannai Mallik & Kumar, 1992 (parazit al: Saraca indica)
- Tuckerella eloisae Servin & Otero, 1989 (parazit al: Fouquieria diguetii; Mexic)
- Tuckerella filipina Corpuz-Raros, 2001 (parazit al: Hydnocarpus anthelmintica; Filippine)
- Tuckerella hainanensis Lin & Fu, 1997 (parazit al: Coffea arabica; Hainan)
- Tuckerella jianfengensis Lin & Fu, 1997 (parazit al: Annona muricata; Jianfengling)
- Tuckerella kumaonensis Gupta, 1979 (India)
- Tuckerella litoralis Collyer, 1969
- Tuckerella nilotica Zaher & Rasmy, 1970
- Tuckerella ornatus (Tucker, 1926)
- Tuckerella xiamenensis Lin, 1982 (parazit al: Manilkara zapota)
- Tuckerella xinglongensis Lin-Yanmou & Fu-Yuegua, 1997 (parazit al: Polyscias fruticosa var. plumata (Araliaceae), Hainan)